# Bredaryd
Bredaryd is een plaats in de gemeente Värnamo in het landschap Småland en de provincie Jönköpings län in Zweden. De plaats heeft 1440 inwoners (2005) en een oppervlakte van 200 hectare.

## Verkeer en vervoer
Bij de plaats lopen de Riksväg 27 Länsväg 152, en Länsväg 153.
De plaats heeft een station aan de spoorlijn Halmstadsbanan.

## Geboren
- Anna Anvegård (1997), voetbalster